# Тихонюк, Анна Ильинична
Анна Ильинична Тихонюк (19 декабря 1919, село Гаи Старобродские, теперь Гаи Золочевского района Львовской области — 6 августа 2012) — украинская советская деятельница, доярка колхоза «Прогресс» села Гаи Бродовского района Львовской области. Герой Социалистического Труда (22.03.1966). Депутат Верховного Совета СССР 6-7-го созывов.

## Биография
Родилась в крестьянской семье. Окончила начальную школу.
С 1933 по 1939 год батрачила у зажиточных крестьян и польского помещика. С 1939 по 1949 год работала в сельском хозяйстве родителей.
С 1949 года — колхозница, доярка колхоза «Прогресс» села Гаи Бродовского района Львовской области. Добивалась высоких надоев молока.
Указом Президиума Верховного Совета СССР от 22 марта 1966 года Анне Тихонюк присвоено звание Героя Социалистического Труда с вручением ордена Ленина и золотой медали «Серп и Молот».
Потом — на пенсии в селе Гаи Бродовского района Львовской области.

## Награды
- Герой Социалистического Труда (22.03.1966)
- два ордена Ленина (26.02.1958, 22.03.1966)
- медали